# Sébastien Levicq
Sébastien Levicq (* 25. června 1971 Le Havre) je bývalý francouzský atlet, závodící ve víceboji. Jedinou jeho medailí je zlato z Univerziády v Buffalu z roku 1993. Nejvíce se medaili z velké atletické akce přiblížil na MS 1999 v Seville, kde mu bronz nakonec utekl o pouhých 23 bodů (vytvořil si osobní rekord 8524 bodů, byl ale poražen třetím v pořadí, Američanem Chrisem Huffinsem). Byl především výborný tyčkař, jeho osobní rekord měl mezi desetibojaři málo vídanou hodnotu 560 cm. Celkově se ale nikdy příliš neprosadil a obvykle končil na chvostu první desítky vícebojařského pole. Profesionální kariéru ukončil po roce 1999.

## Osobní rekordy
- Desetiboj 8524 bodů (1999)
- Sedmiboj 5886 bodů (1996)